# Fulvozuur
Fulvozuur is een groepsnaam voor een bepaalde groep organische zuren die aanwezig kunnen zijn in bodems. Het slecht afbreekbare deel van de organische stof die aanwezig is in bodems bestaat voornamelijk uit (bestendige) humus. Humus wordt gevormd door de ontbinding van plantaardig en dierlijk materiaal. Om een duidelijke indeling te kunnen maken, is er een indeling gemaakt naar chemische extraheerbaarheid. Deze berust op verschillen in oplosbaarheid van humus bij verschillende pH’s. Humus wordt onderverdeeld in humine, humuszuur en fulvozuur.
Wanneer humus wordt geëxtraheerd met loog, lost humine niet op. Als de overgebleven oplossing gefiltreerd wordt en vervolgens wordt aangezuurd, dan slaat humuszuur neer en blijft fulvozuur in oplossing. 

## Samenstelling en structuur
Hoewel fulvo-, humuszuur en humine bestaan uit verschillende organische verbindingen die lastig te specificeren zijn, kan toch iets gezegd worden over de verschillende eigenschappen van deze stoffen. Zo hebben fulvozuren het laagste molecuulgewicht, daarna humuszuren en humine heeft het grootste molecuulgewicht. Ook het koolstof- en stikstofgehalte neemt in deze volgorde toe, maar het zuurstofgehalte en het daarmee samenhangende aantal zure groepen neemt af.
De samenstelling en eigenschappen van humus- en fulvozuren zijn deels verschillend. Een humuszuurmolecuul kan beschreven worden als een verbinding met veel aromatische ringen, lineaire koolstofketens en veel functionele groepen waaraan metalen gecomplexeerd kunnen worden. 
De omvang van humuszuur is relatief groot vergeleken met fulvozuur. In fulvozuur zijn geen lineaire koolstofketens aanwezig en de aromatische verbindingen met daaraan de functionele groepen zijn onderling verbonden door waterstofbruggen.

## Complexering en transport van (zware) metalen
Het zijn met name de humus- en fulvozuren die een belangrijke rol spelen bij het transport van metalen in bodems. Complexvorming zorgt ervoor dat de concentratie van opgeloste metaalionen sterk kan toe- of afnemen in de bodem. Zware metalen die normaal gesproken in slecht oplosbare anorganische verbindingen voorkomen, kunnen door complexvorming met organische zuren ineens sterk toenemen in oplosbaarheid, hierdoor zullen deze verontreinigingen zich in hogere mate kunnen verspreiden in het milieu.

## Geraadpleegde bronnen
- Stevenson, F.J. (1982): Humus Chemistry: Genesis, Composition, Reactions, John Wiley & Sons, New York